# Echte Strandkamille
Die Echte Strandkamille (Tripleurospermum maritimum), auch Küstenkamille oder Küsten-Strandkamille genannt, ist eine Pflanzenart aus der Gattung Strandkamillen (Tripleurospermum) innerhalb der Familie der Korbblütler (Asteraceae). Die Echte Strandkamille hat nur einen schwachen Kamillenduft und wächst bevorzugt auf salzhaltigen Böden meist in Meeresnähe.

## Beschreibung

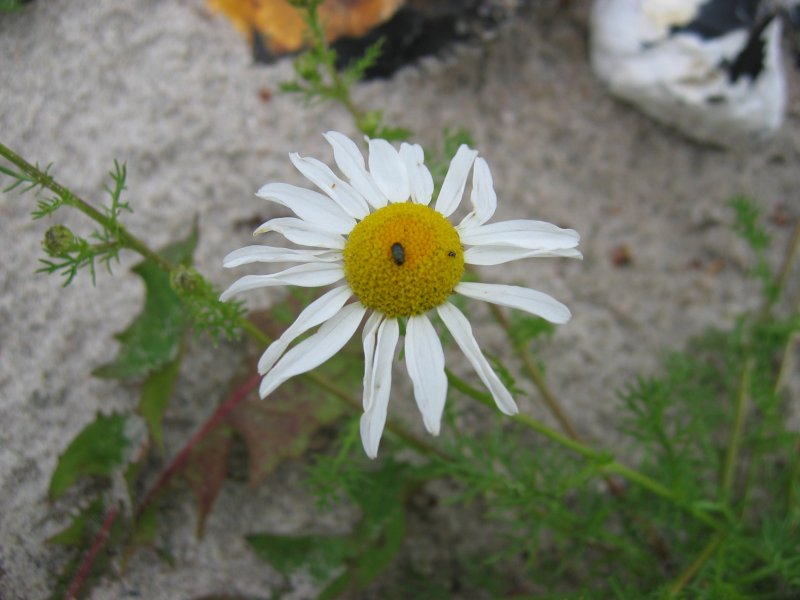
Blütenkörbchen

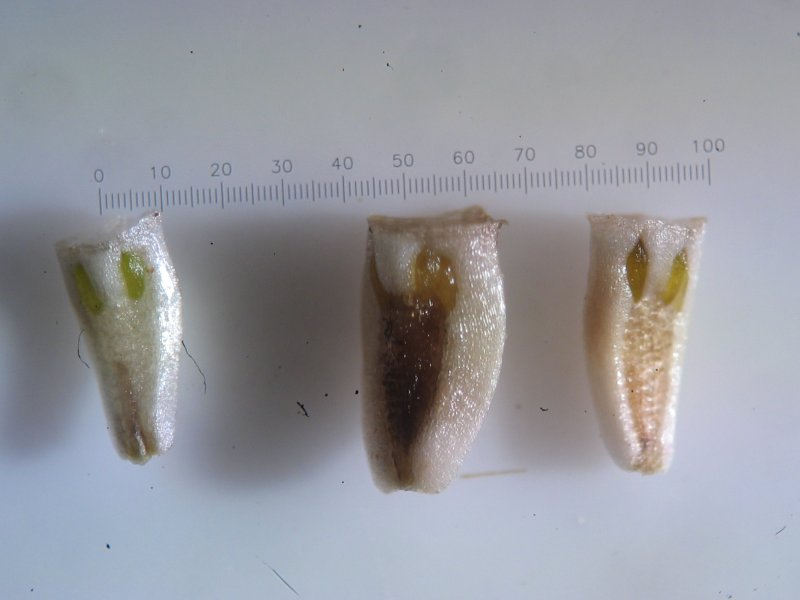
Früchte

### Vegetative Merkmale
Die Echte Strandkamille wächst als immergrüne, einjährig sommerannuelle oder einjährig winterannuelle, selten auch als ausdauernde, krautige Pflanze, die Wuchshöhen von 10 bis 30, zuweilen 50 oder 80 Zentimetern erreicht. Sie ist eine Halbrosettenpflanze, die niederliegende bis aufsteigende, von Grund an ästig verzweigte Stängel besitzt.
Sie hat frischgrüne bis dunkelgrüne, etwas fleischige und mehrfach gefiederte Laubblätter. Die einzelnen, relativ kurzen Fiederabschnitte zeigen an ihrer Unterseite schwach ausgeprägte Furchen und sind über 1 Millimeter breit.  Die Blätter verströmen beim Zerreiben einen nur schwachen Kamillegeruch. Sie sind im Umriss länglich bis annähernd dreieckig geformt. Die Ränder sind blass bis dunkelbraun und etwa 0,2 bis 1 Millimeter breit.

### Generative Merkmale
Die Blütezeit erstreckt sich von Juli bis Oktober. Die Hochblätter sind in der Mitte dunkelgrün bis bräunlich gefärbt. Die endständigen körbchenförmigen Blütenstände (Pseudanthien) weisen einen Durchmesser von 3 bis 4 Zentimeter auf. Sie sind lang gestielt. Die Hüllblätter tragen einen schmalen braunen Hautrand; sie sind alle fast gleich lang, länglich und stehen mehrreihig. Die Blütenkörbchen enthalten Zungen- und Röhrenblüten. Die 20 bis 30 reinweißen Zungenblüten (auch Strahlenblüten genannt) sind flach ausgebreitet; sie sind etwas über 10 Millimeter lang und 3 bis 5 Millimeter breit. Die goldgelben Röhrenblüten (auch Scheibenblüten genannt) sind in Form einer Halbkugel angeordnet, so dass der Boden des Blütenkopfes gewölbt erscheint.
Die Achänen sind gewölbt und weisen dunkel gerunzelte Rippen auf. Sie verfügen über zwei getrennte elliptisch geformte Öldrüsen. Diese sind mehr als zweimal so lang wie breit. Der Pappus ist als schmaler Hautrand ausgebildet.
Die Chromosomenzahl beträgt 2n = 18.

## Ökologie
Die Echte Strandkamille ist eine Volllichtpflanze.
Die Bestäubung erfolgt durch Insekten.
Die langlebigen Achänen werden über einen Klebmechanismus (Epizoochorie) durch Anhaften am Fell und Gefieder, seltener auch durch die Passage des Verdauungstraktes von Tieren (Endozoochorie) ausgebreitet.

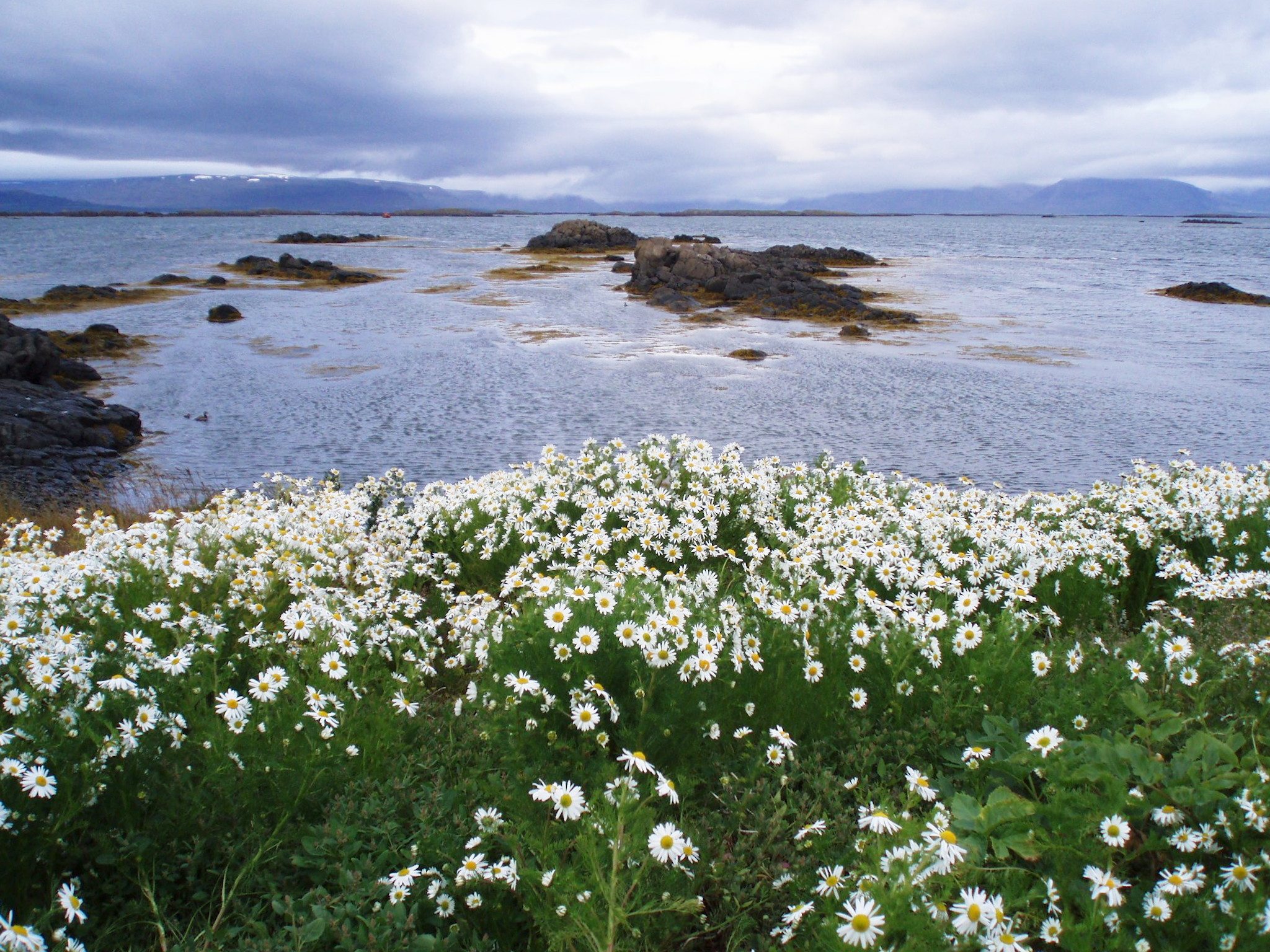
Tripleurospermum maritimum an einem Strand in Island

## Vorkommen
Tripleurospermum maritimum ist in den borealen bis atlantisch-gemäßigten Zonen der Nordhalbkugel verbreitet. Sie wächst in den Spülsäumen der Meeresküsten oder an Binnensalzstellen Nordamerikas und Eurasiens. Innerhalb Deutschlands kommt sie zerstreut in Schleswig-Holstein, Niedersachsen und Mecklenburg-Vorpommern vor. Tripleurospermum maritimum ist in Mitteleuropa eine Charakterart der Ordnung Cakiletalia.
Sie gedeiht am besten auf feuchten bis zeitweilig nassen, stickstoffreichen, mäßig basenreichen und salzhaltigen Böden.

## Systematik
Die Erstveröffentlichung erfolgte unter dem Namen (Basionym) Matricaria maritima erfolgte durch Carl von Linné. Die Neukombination zu Tripleurospermum maritimum (L.) W.D.J.Koch wurde 1845 durch Wilhelm Daniel Joseph Koch in Synopsis Florae Germanicae et Helveticae, 2. Auflage, Band 3, Seite 1026 veröffentlicht. Weitere Synonyme für Tripleurospermum maritimum (L.) W.D.J.Koch sind: Chamaemelum maritimum (L.) Boiss. non (L.) All., Chrysanthemum maritimum (L.) Pers.
Tripleurospermum maritimum umfasst etwa vier Unterarten: Die Unterarten unterscheiden sich in der Form und Größe der Hochblätter sowie in der Größe und Form der Ölkörper der Früchte:
- Küsten-Kamille (Tripleurospermum maritimum (L.) W.D.J.Koch subsp. maritimum)
- Tripleurospermum maritimum subsp. phaeocephalum (Ruprecht) Hämet-Ahti: Sie kommt in Nordamerika in den kanadischen Bundesstaaten Ontario, Quebec, Manitoba, Northwest Territory, Yukon Territory und in Alaska vor; sie kommt in Grönland, im nordrussischen Murmansk, Nenets, Yakutia-Sakha, Yamal Nenets sowie Magadan und in Nordeuropa in Finnland, Norwegen sowie Schweden vor.[6]
- Tripleurospermum maritimum subsp. nigriceps P.D.Sell: Sie kommt in Großbritannien, Island und auf den Färöer-Inseln vor.[5]
- Tripleurospermum maritimum subsp. vinicaule P. D. Sell: Sie kommt in Portugal, Spanien, Frankreich und Großbritannien vor.[5]